# Edge computing

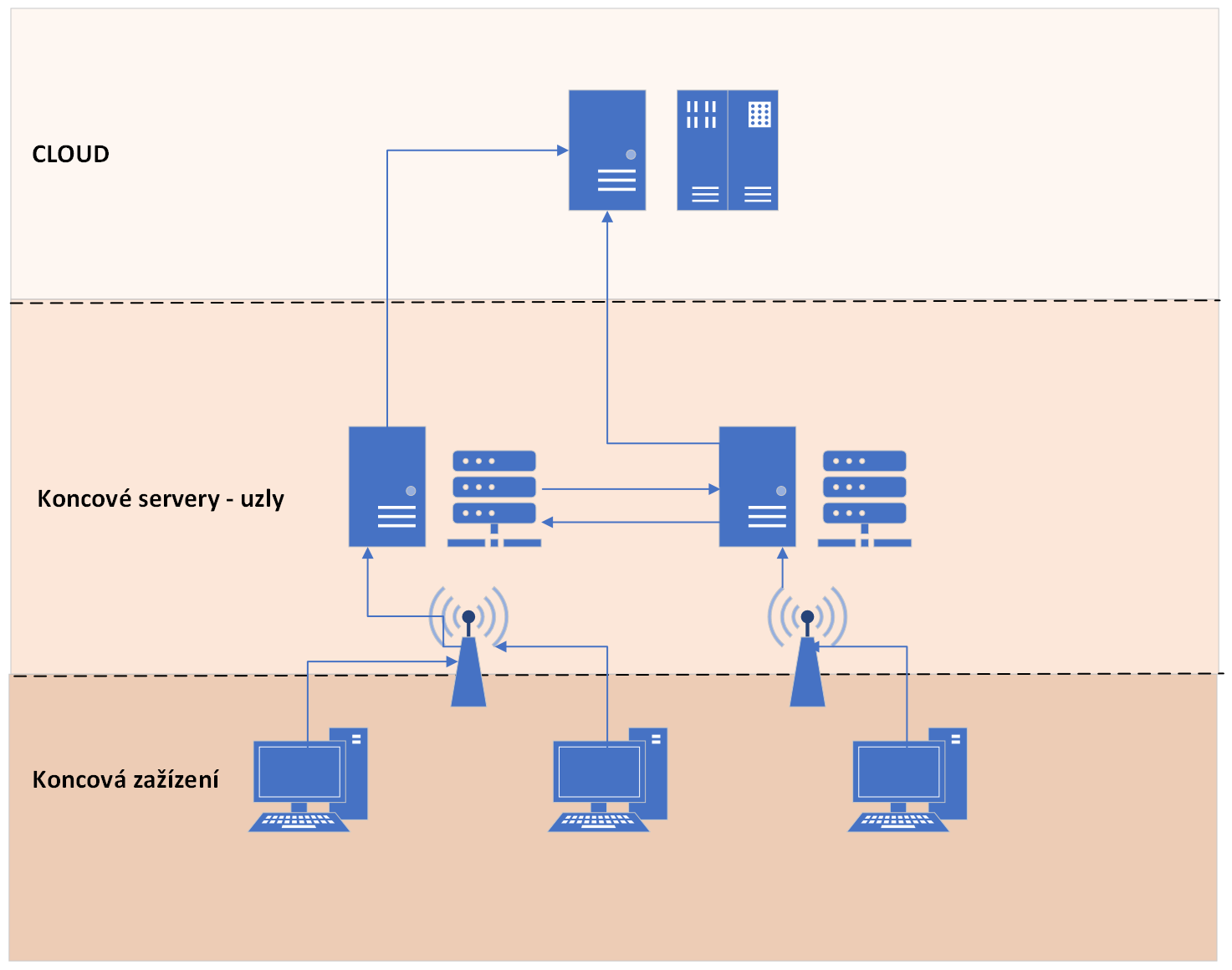
Model Edge computingu

Edge computing představuje model distribuovaného výpočtu, který přenáší výpočet a datové úložiště blíže ke zdroji dat. To by mělo přinést zlepšení odezvy a šetřit síť. Edge computing je spíše typem architektury než speciální technologií.
Počátky můžeme sledovat v content distribution networks, které vznikly v 90. letech dvacátého století. Ty sloužily k distribuci webových a video dat z koncových serverů, které byly blíže uživatelům. Na počátku tisíciletí pak začaly tyto sítě hostovat aplikace a aplikační komponenty, což vyústilo v první komerčně provozované edge computing služby.
Internet of things (IoT) je příkladem edge computingu. Tyto dva výrazy jsou často zaměňovány.

## Definice
Edge computing je síťová technologie, která umožňuje zařízením ve vzdálených umístěních zpracovávat data a provádět akce v reálném čase. Funguje tak, že minimalizuje latenci sítě prostřednictvím zpracování většiny dat na „hranicích“ sítě, jako je samotné zařízení nebo blízký server, a odesílá do hlavního datacentra pouze nejrelevantnější data za účelem téměř okamžitého zpracování.
Základním principem edge computingu je přiblížení, zdůrazňující význam vykonávání výpočetních úkolů co nejblíže zdroji dat. Tím se minimalizuje potřeba, aby data prošla dlouhými vzdálenostmi k centralizovaným serverům, což vede k markantnímu zlepšení efektivity a doby odezvy. Schopnost zpracovávat data v těsné blízkosti jejich zdroje zajišťuje odezvu v reálném čase nebo téměř v reálném čase, což je klíčový požadavek pro aplikace, kde jsou rozhodnutí na čase závislá.
Edge computing optimalizuje šířku přenosového pásma tím, že zpracovává menší data lokálně, do cloudu přenáší pouze relevantní informace, když je to nutné nebo v případech potřeby detailnější analýzy na výkonnějších serverech. 

## Klíčové komponenty modelu edge computingu
Model edge computingu zahrnuje několik klíčových komponent:

##### Koncová zařízení
Koncová zařízení, od jednoduchých senzorů po sofistikovaná zařízení IoT, slouží jako primární generátory dat. Tato zařízení jsou strategicky umístěna v různých prostředích, sbírají a přenášejí data k dalšímu zpracování.

##### Koncové servery - uzly
Edge servery jsou strategicky umístěny v blízkosti koncového zařízení, od kterého dostávají data na lokální zpracování. Tyto servery mají klíčovou roli při zajišťování efektivního zpracování úkolů.

##### Cloud
V případech potřeby detailnější analýzy jsou data zasílána do nadřazených data center k dalšímu zpracování.

#### Konektivita
Zejména v případech IoT zařízení je důležitá nízká latence a široká šířka pásma k nejbližšímu koncovému serveru. Takový propoj je pak nejčastěji realizován pomocí sítí 5G.

## Aplikace edge computingu
Všestrannost edge computingu je demonstrována jeho aplikacemi v různých odvětvích, měnících způsob, jakým jsou data zpracovávána a využívána.

##### Smart Cities
V této oblasti edge computing vylepšuje městskou infrastrukturu tím, že umožňuje monitorování a řízení dopravy, veřejných služeb a zařízení v reálném čase a to lokálně.

##### Zdravotnictví
Edge computing zvyšuje péči o pacienty prostřednictvím dálkového monitorování pomocí implementovaných senzorů, rychlejší analýze lékařských dat při krizových situacích. A zároveň spolupracuje s nadřazenými cloudy na detailnějších analýzách vybraných dat pacientů.

##### Výroba
V průmyslu optimalizuje edge computing dané procesy poskytováním informací o výkonu strojů v reálném čase, umožňující prediktivní údržbu a zlepšení celkové kontroly kvality. 

##### Automotive
Autonomní vozidla silně závisejí na edge computingu pro rychlé rozhodování na základě dat získaných senzory a kamerami v reálném čase. Decentralizované zpracování dat zajistí, že tato vozidla mohou autonomně a bezpečně navigovat prostředím. Ale i u běžných vozidel může najít příklady použití Edge computingu v podobě palubní navigace, infotainmentu nebo například sběru dat od různých senzorů na vozidle. 

##### Maloobchod: Vylepšení nákupního zážitku
V maloobchodním sektoru je edge computing využíván pro správu skladů nebo analýzu zákaznických dat. Je také zásadní součástí prodejen bez pokladny, které fungují zejména díky IoT zařízením (kamerám, senzorům, atd.).

## Cloud computing vs. edge computing vs. fog computing
Fog i Edge computingu jsou velice podobné architektury a obě spolupracují s cloudem.

##### Cloud computing
Využíván hlavně ve velkých data centrech a ve společnostech, kterou si provozování cloudu mohou dovolit. Cloud computing také poskytuje firmám možnost, aby jejich zaměstnanci pracovali na dálku. Umožnuje lépe škálovat data a využívat sofistikovanější aplikace.

##### Edge computing
Umožnuje zpracování surových dat v reálném čase přímo v místě pořízení nebo v jeho nejbližší blízkosti. Na nadřízený cloud pak zasílá jen relevantní data nebo taková data, které je potřeba podrobněji analyzovat.

##### Fog computing
Mezivrstva mezi Edge computingem a cloudem, která primárně řídí přenos dat mezi těmito vrstvami. 

##### Příklad
Neurčité město v České republice, které pracuje s konceptem Smart Cities, reprezentuje Edge computing. Nadřazeným stupněm by byl Fog computing na úrovni kraje, který by zpracovával data z x jeho podřízených měst. Cloud computing by pak byl reprezentovaný ministerstvem, které by pracovalo s daty z celé republiky.

## Budoucí trendy a vývoj
V roce 2024 se předpokládá, že bude na světě vyprodukováno 157 zettabytů dat a z toho 20% bude vyprodukováno na okraji sítě, čili v rámci koncových uzlů.

##### Distribuce výpočtu
Jednou ze základních vlastností edge computingu je distribuování zátěže při výpočtech. S tím je spjato několik otázek, které nebyly doposud vědeckou obcí hlouběji zkoumány - Má být výpočet odeslán dál či zpracován lokálně? Odeslat celý výpočet nebo části? Na které uzly výpočet zaslat? Kdy výpočty zasílat? Zapříčiní zaslání výpočtu úsporu času, úsporu baterie nebo zlepšení výkonu? 

##### 5G
Ačkoliv je konektivita pomocí sítí propagována jako důležitá součást Edge computingu, nebyl doposud zkoumán dopad vyššího počtu IoT zařízení, které se do dané sítě díky 5G připojí. Edge computing bude mít v sítích 5G šest důležitých rolí - Lokální uložení dat, výpočet, datová analýza, rozhodovací proces, operace a zvýšení bezpečnosti. Což znamená že mnoho povinností přejde z cloudů ke koncovým uzlům. Zpracování dat a jejich přenos bude muset být v takových sítích rychlejší, což vytváří jeden z možných okruhů budoucího výzkumu v dané oblasti.

##### Bezpečnost
Právě zařízení edge computingu se stávají čím dál tím více cílem hackerských útoků. Zejména pak typy útoků na koncové uživatele, konektivitu nebo Supply chain attacks. Díky tomu se bezpečnost staví na třetí místo v oblasti investic firem v rámci edge computingu za nasazení s následnou údržbou na prvním místě a plánováním na druhém.

##### AI
Díky rychlému vývoji hardwaru můžeme sledovat nárůst přesunu AI z cloudových služeb do Edge Computingu, který je levnější na pořízení i údržbu. Díky tomu budou moci AI nástroje využít i menší subjekty, které si dříve nemohly cloudové služby dovolit.